# 테오도르 키텔센
테오도르 키텔센(노르웨이어: Theodor Severin Kittelsen, 1857년 4월 27일~1914년 1월 21일)은 노르웨이를 대표하는 화가이자 삽화가이다. 키텔센은 풍경화뿐만 아니라 트롤이 등장하는 동화나 신화 등의 삽화로도 유명하다.

## 생애
테오도르 키텔센은 노르웨이 크라게뢰에 속한 한 연안 도시의 부르주아 가정에서 8명의 자녀 중 둘 째로 태어났다. 상인이었던 그의 아버지는 키텔센이 어렸을 때 사망하였으며 아버지의 죽음으로 인해 키텔센은 어려운 형편에서 자라야만 했다. 자신의 꿈을 위해 집을 떠난 키텔센은 11살 때 아렌달에서 시계 제조업을 배웠다. 1874년, 17살이 되던 해, 변호사이자 예술 협회장인 디데리히 마리아 알(Diderich Maria Aall)에 의해 키텔센의 예술적 재능이 발견되기 시작했으며 그의 지원으로 크리스티아니아(현재의 오슬로)의 빌헬름 폰 한노스(Wilhelm von Hannos) 그림 학교에 입학하게 되었다. 1876년엔 알의 지원으로 독일 뮌헨 미술원에서 풍속화 공부를 했다. 1879년, 더 이상 알의 지원을 받을 수 없게 된 키텔센은 독일 신문과 잡지 외판원으로 돈을 벌었다.
1882년, 키텔센은 장학금을 받아 프랑스 파리로 떠났지만 파리에서의 생활이 녹록지 않아 1883년 가을에 다시 뮌헨으로 돌아가야만 했다. 1887년엔 다시 노르웨이로 돌아와 주변의 자연을 통해 많은 영감을 얻었으며 여러 풍경화와 삽화들을 그렸다. 그 해 스웨덴의 민담 모음집이나 덴마크 출판사의 동화책에 삽화를 그리기도 했다. 그 후 키텔센은 2년 동안 로포텐의 어느 등대에서 그의 여동생과 등대지기였던 처남과 함께 살며 많은 풍경화를 그렸다. 1889년엔 잉가 크리스틴 달(Inga Kristine Dahl)을 만나 그녀와 결혼해 9명의 자녀를 두었다.

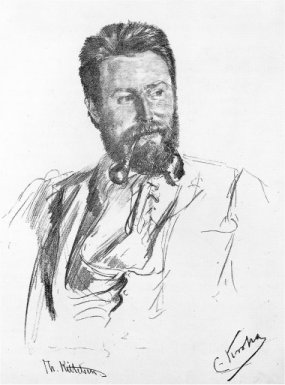
크리스티안 크로그가 그린 테오도르 키텔센 (1892년)

키텔센은 그의 가족과 함께 1899년부터 1910년까지, 부스케루주 시그달에 Lauvlia라는 이름의 스튜디오를 지어 살았으며 현재 그 스튜디오는 키텔센의 박물관으로 쓰이고 있다. 시그달에서의 삶은 키텔센 특유의 풍경화와 익살스러운 트롤 그림을 그리는데 많은 영감을 주었다. 또한 노르웨이의 민속집 등 여러 그림들을 그리며 최고의 시절을 보냈다. 1908년엔 노르웨이 왕립으로부터 기사 훈장을 받기도 했다.

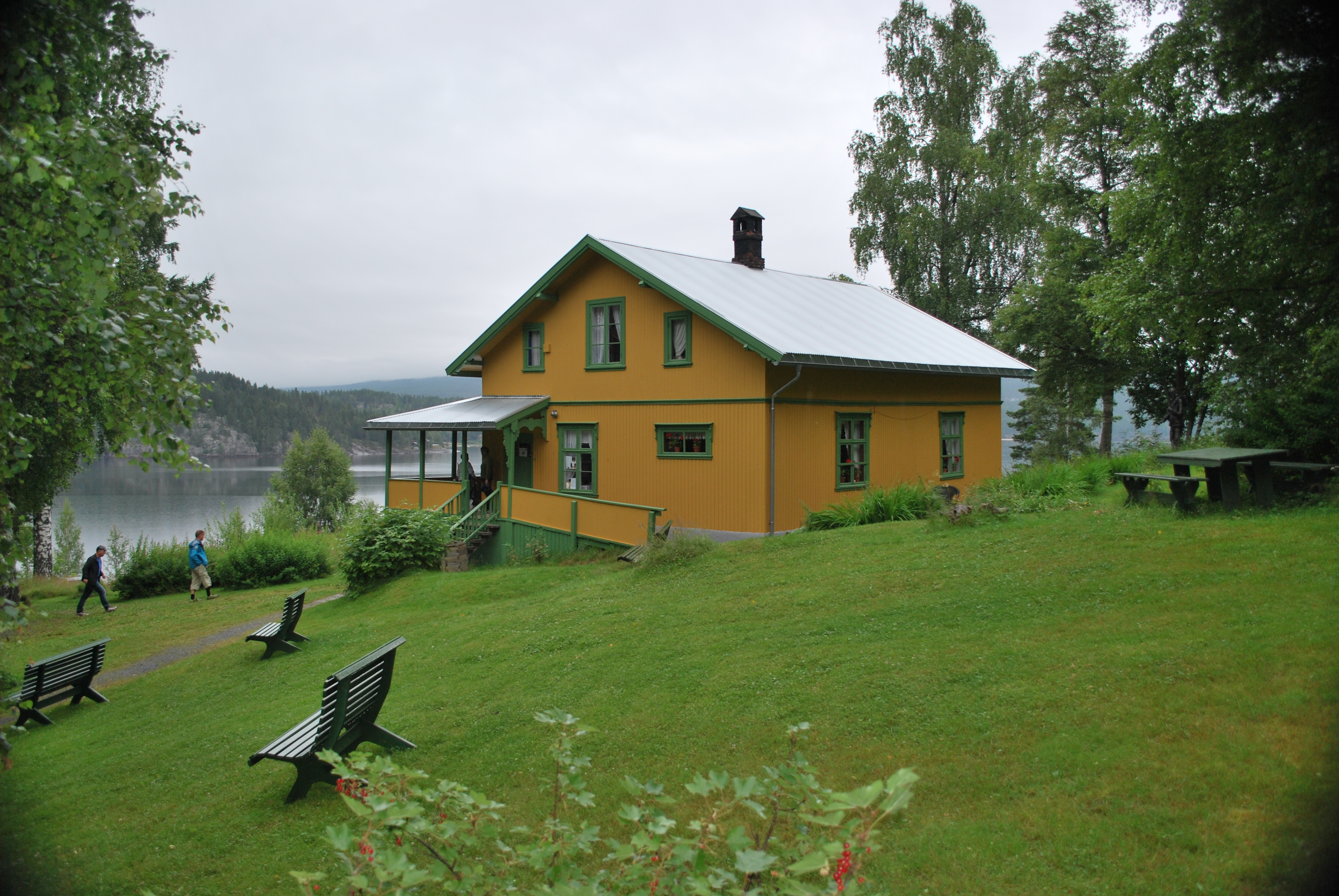
키텔센은 1899년부터 1910년까지 자신이 만든 스튜디오(Lauvlia)에서 지냈다. 현재는 박물관으로 쓰인다.

1910년엔 건강이 악화되어 자신의 스튜디오를 팔고 다른 곳으로 이주했으며 결국 1914년 56세의 나이로 사망했다.

## 평가
키텔센은 신낭만주의와 소박파 화가였으며 노르웨이에선 유명한 화가지만 전세계적으로 이름이 많이 알려진 화가는 아니다.

## 작품

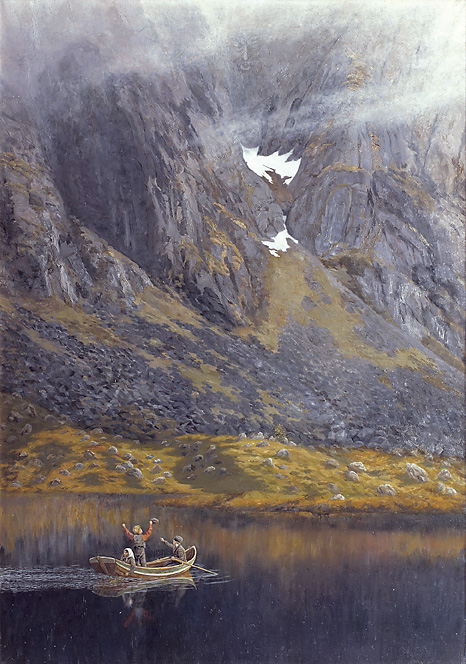
1888년 작, 〈에코〉(Ekko)
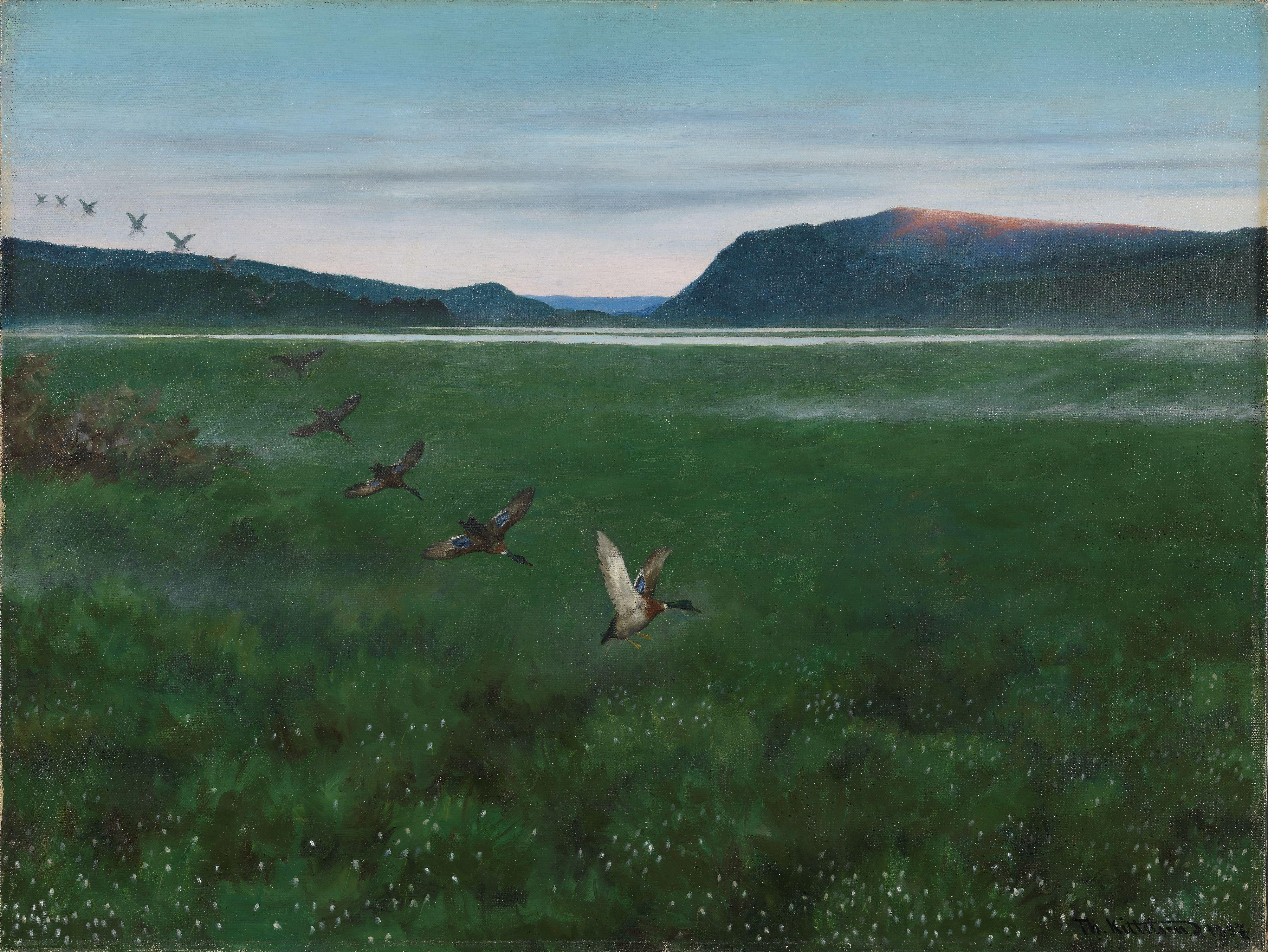
1897년 작, 〈12마리의 야생 오리들〉(12 villender)
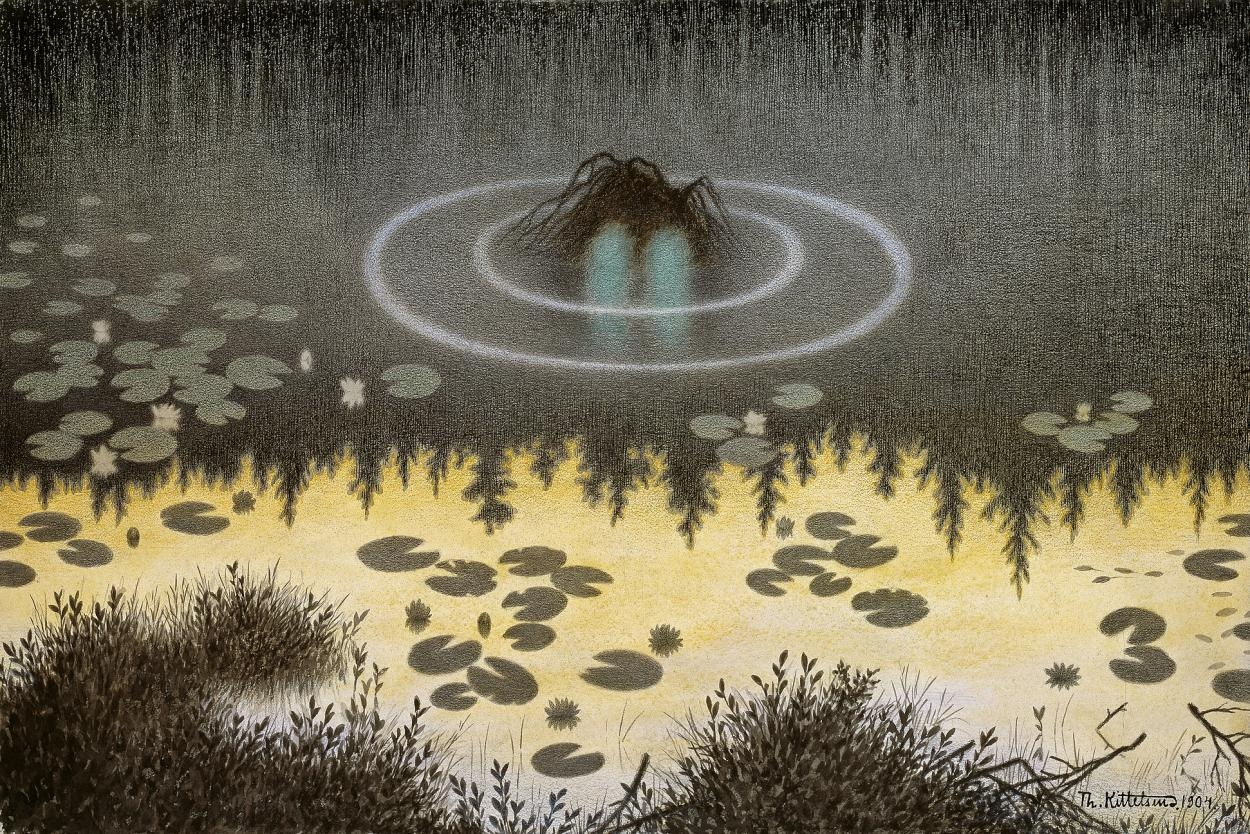
1904년 작, 〈닉스〉(Nøkken)
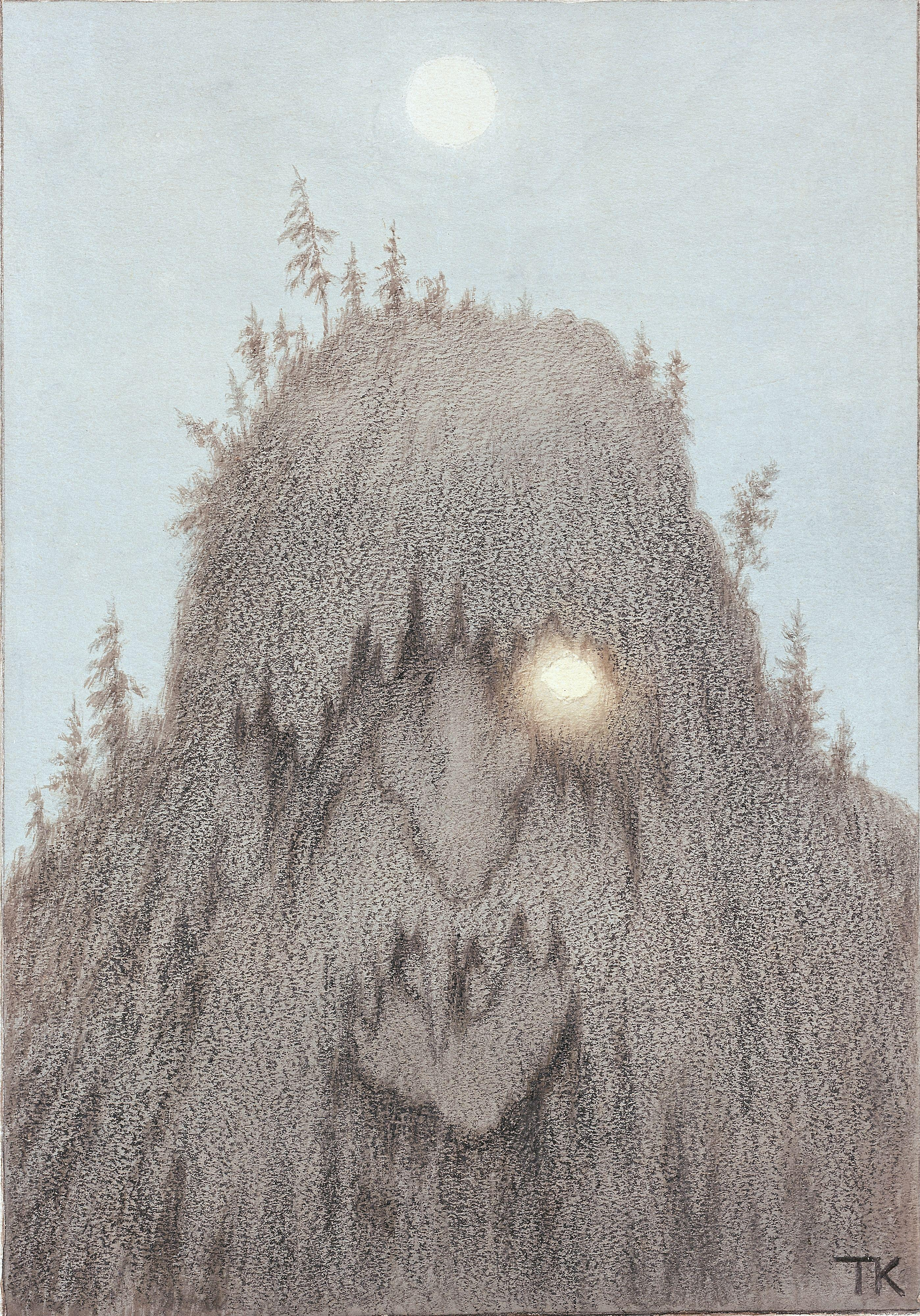
1906년 작, 〈숲의 트롤〉(Skogtroll)
1907년 작, 〈크리스마스 트롤〉(Juletroll)
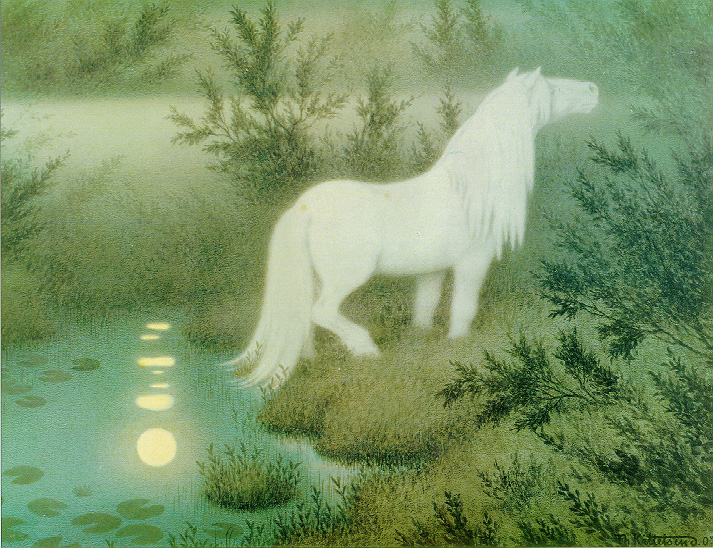
1909년 작, 〈백마 형태의 닉스〉(Nøkken som hvit hest)
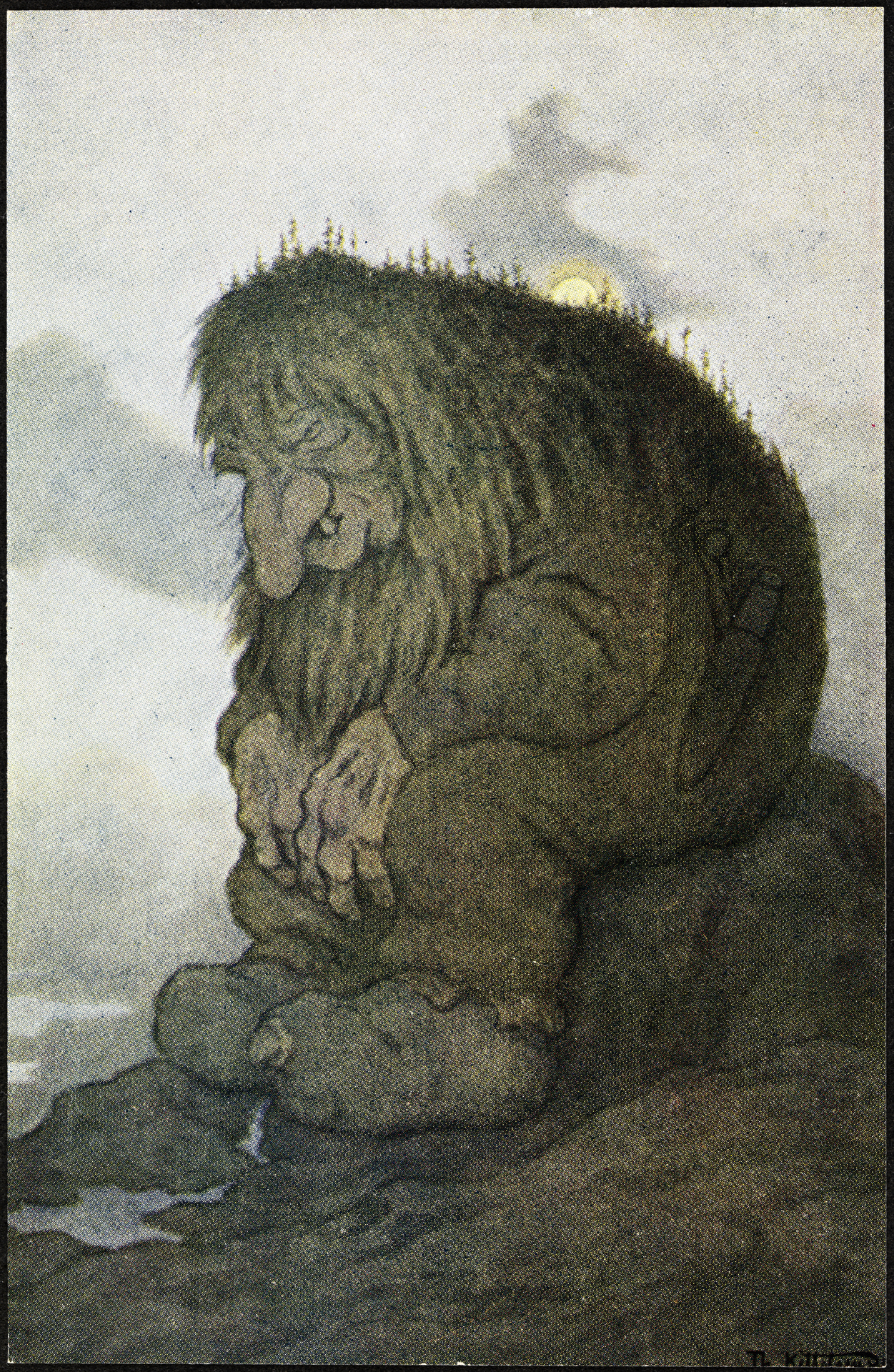
1911년 작, 〈자신의 나이가 궁금한 트롤〉(Trollet som grunner på hvor gammelt det er)
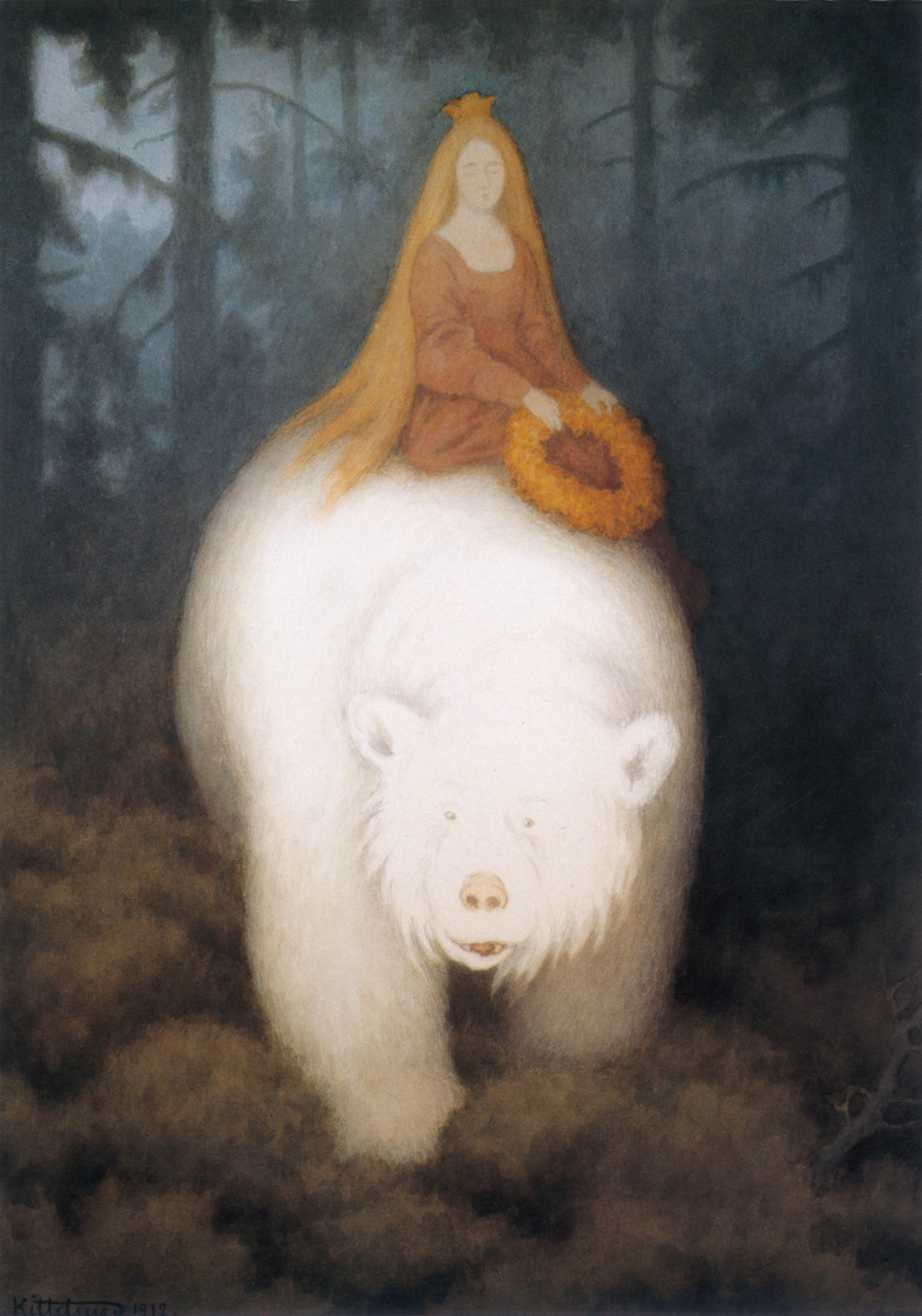
1912년 작, Kvitebjorn Kong Valemon(White-Bear-King-Valemon)
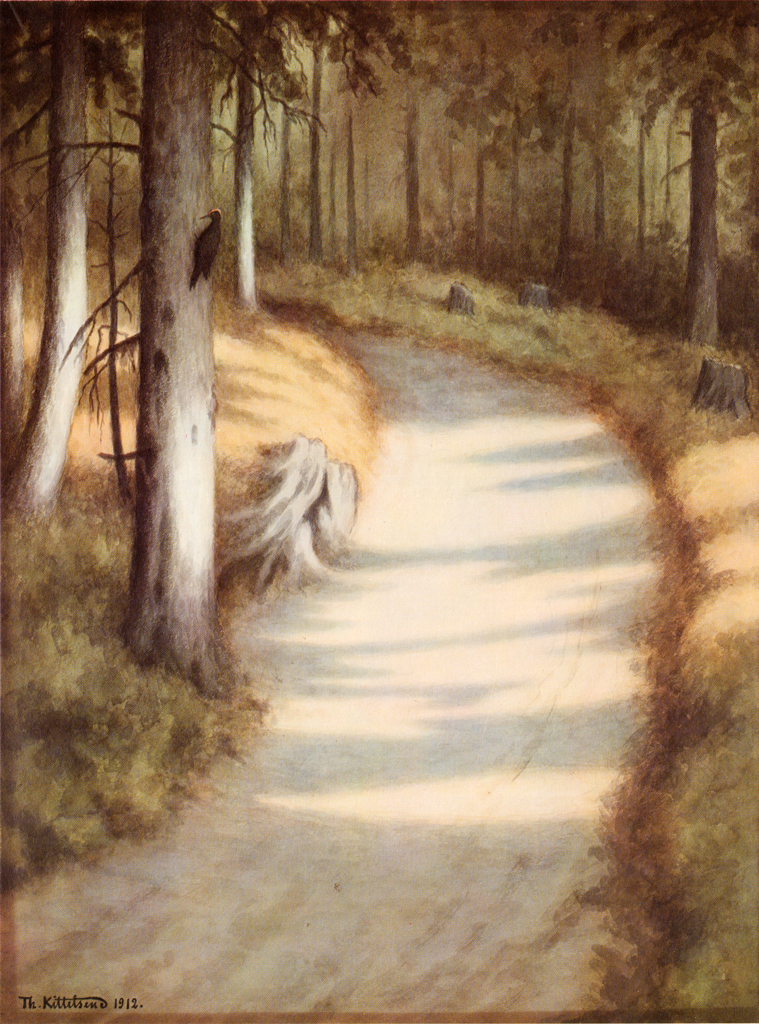
1912년 작, 〈딱따구리〉(Hakkespett)